# Athang
Athang (dzong. ཨ་ཐང་) – gewog w dystrykcie Wangdü Pʽodrang w Królestwie Bhutanu. Według spisu powszechnego z 2005 roku, gewog ten zamieszkiwało 808 osób.
Athang podzielony jest na 5 mniejszych jednostek zwanych chiwogami. Noszą one następujące nazwy: Lomtshokha, Jaroggang Dzawa, Lophokha Phagtakha, Rookha i Lawa Lamga. Gewog usytuowany jest na południowym wschodzie dystryktu.

## Demografia
Według Bhutańskiego Urzędu Statystycznego gewog ten zamieszkuje 408 mężczyzn i 400 kobiet (dane za rok 2005) w 152 domostwach. Stanowiło to 2,6% ludności dystryktu.